# Quá trình tái tổ chức quốc gia

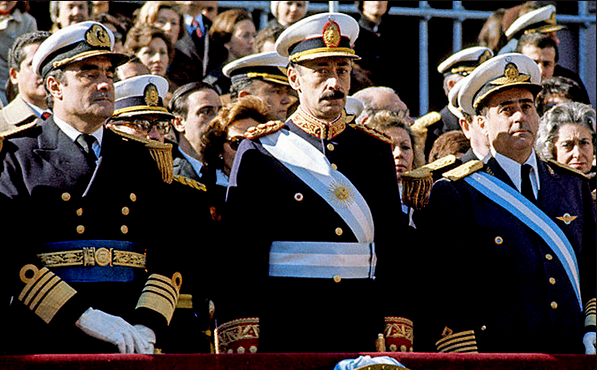
Trái sang phải: Đô đốc Emilio Massera, Trung tướng Jorge Videla và tướng Orlando Agosti, "nền độc tài quân đội đầu tiên", 1977.

Chế độ Quá trình tái tổ chức quốc gia (tiếng Tây Ban Nha: Proceso de Reorganización Nacional, hay đơn giản là el Proceso, "Quá trình") là thuật ngữ được sử dụng bởi những lãnh đạo quân đội độc tài cai trị Argentina từ năm 1976 đến năm 1983. Tại Argentina, quá trình này thường được biết đến với tên gọi la última junta militar (chế độ độc tài quân sự gần đây nhất) hay la última dictadura (chế độ độc tài cuối cùng), bởi vì trước đó đã có nhiều chế độ độc tài tại Argentina và từ sau khi chế độ này kết thúc đến nay, Argentina không còn chế độ độc tài nào nữa.
Giới quân sự của Argentia tiếm quyền chính phủ trong cuộc đảo chính năm 1976 tại Argentina, giữa những xung đột bạo lực mang tính bè phái giữa những ủng hộ viên của Tổng thống Juan Domingo Perón. Chế độ độc tài này kế tục cuộc chiến bẩn thỉu. Sau khi để thua cuộc chiến Falkland vào tay Anh năm 1982, chế độ độc này chịu sức ép dữ dội từ phía quần chúng và cuối cùng phải từ bỏ quyền lực vào năm 1983.

## Bối cảnh

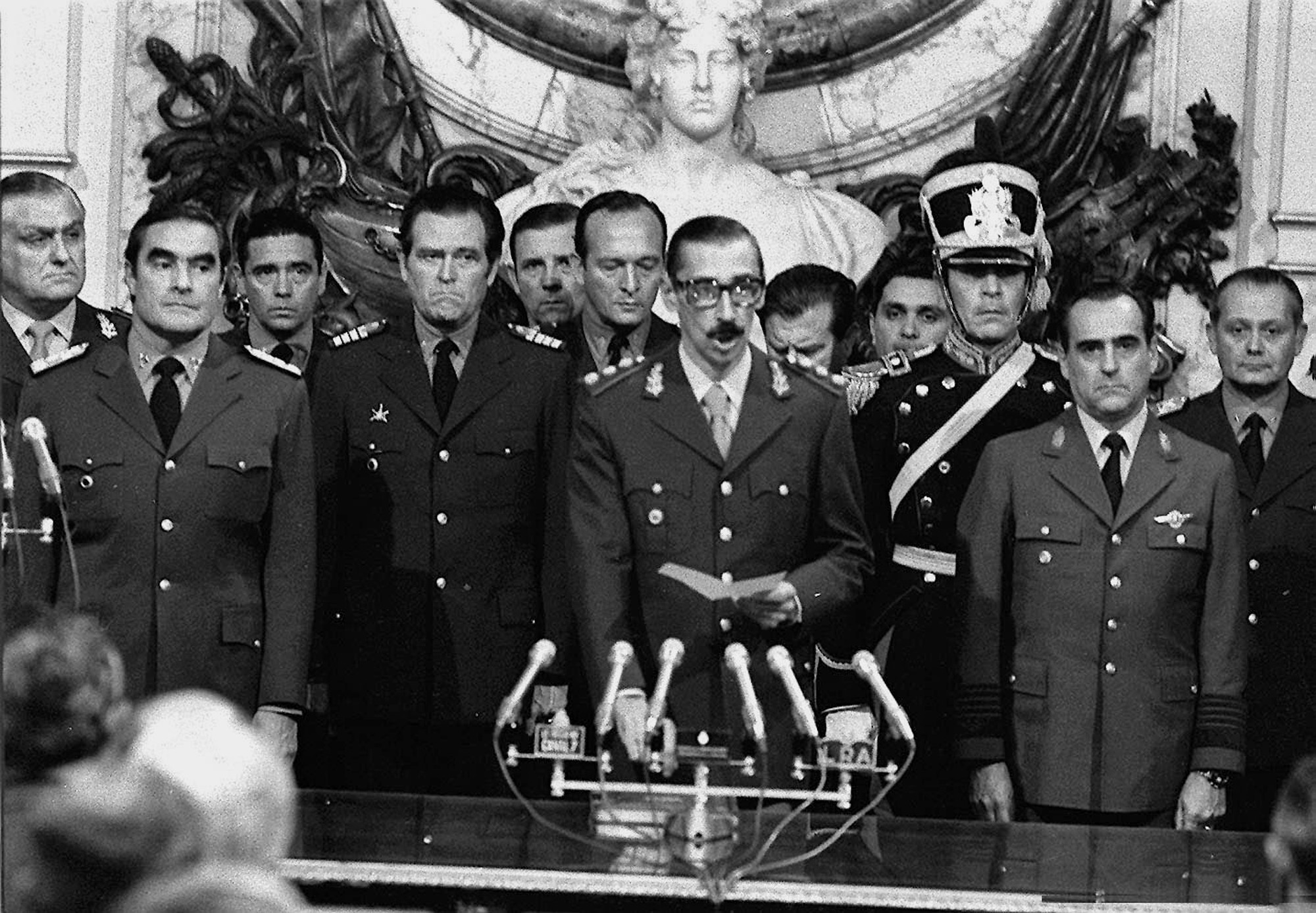
Trung tướng Jorge Rafael Videla thực hiện lời thề trước khi trở thành Tổng thống Argentina.

## Các tổng thống của Argentina, 1976–1983
- Jorge Rafael Videla, 29 tháng 3 năm 1976 – 29 tháng 3 năm 1981
- Roberto Eduardo Viola, 29 tháng 3 – 11 tháng 12 năm 1981
- Carlos Lacoste, 11-22 tháng 12 năm 1981
- Leopoldo Galtieri, 22 tháng 12 năm 1981 – 18 tháng 6 năm 1982
- Alfredo Oscar Saint Jean, 18 tháng 6 - 1 tháng 7 năm 1982
- Reynaldo Bignone, 1 tháng 7 năm 1982 – 10 tháng 12 năm 1983

## Các nhà độc tài quân sự
Trong Quá trình, có bốn giai đoạn độc tài kế tiếp nhau, mỗi giai đoạn được cai trị bởi các tướng lãnh đạo ba nhánh của quân đội Argentina.

## Sách
- Galasso, Norberto (2011). Historia de la Argentina, vol. I&II (bằng tiếng Tây Ban Nha). Buenos Aires: Colihue. ISBN 978-9505634781.